# Lista de capítulos de Mangaka-san to Assistant-san to
Está é a lista dos capítulos do mangá Mangaka-san to Assistant-san to, organizados por volumes.

## Volumes
| 1. "Pesquisando Peitos" (おっぱいを究めろ, Oppai wo Kiwamero) 2. "Emprego dos Sonhos" (夢見る仕事, Yume miru Shigoto) 3. "Guerra de Calcinhas" (パンツウォーズ, Pantsu Uōzu) 4. "Questionário de Pânico" (アンケートパニック, Ankēto Panikku) 5. "Choque no Parque" (公園ショック, Kōen Shokku) 6. "Relaxando no Banho" (お風呂で一休み, Ofuro de Hitoyasumi) 7. "Os Dois estão se Aproximando" (二人は仲良し, Futari wa Nakayoshi) 8. "Aparece o Mangaka do Fire" (熱血マンガ家登場, Nekketsu Mangaka Tōjō) 9. "Aparece o No.2" (No.2登場, No.2 Tōjō) 10. "Vamos para a Praia" (海へ行こう, Umi e Ikō) 11. "Trabalhando com Roupas de Banho" (水着で仕事, Mizugi de Shigoto) 12. "A Primeira vez dos Dois" (はじめての二人, Hajimete no Futari) - Extra. "As Férias da Ashisu-san" (足須さんの休日, Ashisu-san no Kyūjitsu) |

| 1. "Pânico das Revistas Ecchi" (エッチ本パニック, Ecchi Hon Panikku) 2. "Espontânea Garota Lasciva" (スケベな天然娘, Sukebe na Ten'nen Musume) 3. "Ataque do Fire" (熱血襲来, Nekketsu Shūrai) 4. "O Contra-ataque do No.2" (No.2の逆襲, No.2 no Gyakushū) 5. "Posso cuidar" (看病できるかな, Kanbyō dekiru ka na) 6. "Aparece o Cometa Negro" (黒い彗星現る, Kuroi Suisen Arawaru) 7. "S e M" (SとM, Esu to Emu) 8. "O Desastre do Natal" (クリスマスの災難, Kurisumasu no Sainan) 9. "Pânico da Revista" (コミックスパニック, Komikkusu Panikku) 10. "O Orgulho do No.2" (No.2の自慢, No.2 no Jiman) 11. "Dia do Lançamento" (発売日, Hatsubai-bi) 12. "Super e Fofa" (スーパーでかわいく, Sūpā de Kawaiku) |

| 1. "Medo de G" (Gの恐怖, Jii no Kyōfu) 2. "O Melhor é Honesto" (素直が一番, Sunao ga Ichiban) 3. "O Dia em que o Fire Saiu" (炎が消えた日, Honō ga Kieta Hi) 4. "Se Você se Tornar Mankaga" (マンガ家になれば, Mangaka ni Nareba) 5. "Vamos para as Termas!" (温泉に行こう！, Onsen ni Ikō!) 6. "Vamos Entrar nas Termas!" (温泉に入ろう！, Onsen ni Hairō!) 7. "Eu Amo Roupas de Banho" (水着大好き, Mizugi Daisuki) 8. "Roupa de Banho Perdida" (水着喪失, Mizugi Sōshitsu) 9. "Vamos Ficar Juntos" (みんなでお泊まり, Min'na de Otomari) 10. "Garota Enérgica" (元気娘, Genki Musume) 11. "Reunindo-se na Festa" (パーティーに集合, Pātii ni Shūgō) 12. "Seventeen Mihari" (セブンティーンみはり, Sebuntiin Mihari) - Extra. "Mangaka Sonhando" (夢見るマンガ家さん, Yume Miru Mangaka-san) |

| 1. "Muito Longe" (やりすぎ, Yarisugi) 2. "Aparência e Conteúdo" (見た目も中身も, Mita Me mo Nakami mo) 3. "Há Quanto Tempo, Gerente" (お久しぶりです管理人さん, Ohisashiburi desu Kanrinin-san) 4. "Novamente o Editor-chefe" (編集長再び, Henshū-chō Futatabi) 5. "Trazendo a Estudante do Colegial" (持ち込み中学生, Mochikomi Chūgakusei) 6. "Bem-vinda, Estudante do Colegial" (いらっしゃい中学生, Irasshai Chūgakusei) 7. "Garotas do Natal" (クリスマスガール, Kurisumasu Gāru) 8. "Presente de Ano Novo da No.1" (No.1のお年玉, No.1 no Otoshidama) - Extra. "Obra-prima do Tsuranuki-sensei" (貫先生の最高傑作, Tsuranuki-sensei no Saikō Kessaku) 1. "Gato e Estudante do Colegial" (猫と中学生, Neko to Chūgakusei) 2. "Ataque do Pai" (パパ来襲, Papa Raishū) 3. "Eventualmente" (いつかは, Itsuka wa) 4. "Rotina, Segunda Edição e Gato" (マンネリとセカンドデビューとネコ, Man'neri to Sekondo Debyū to Neko) 5. "Ousado, Radical" (大胆に、過激に, Daitan ni, Kageki ni) 6. "No.1 e No.2" (No.1とNo.2, No.1 to No.2) 7. "Ficar Feli" (幸せになろう, Shiawase ni Narō) 8. "A Noite dos Dois" (二人の夜, Futari no Yoru) |

| 1. "Conversa na Chuva" (雨トーク, Ame Tōku) 2. "Editora do Medo" (恐怖の編集者, Kyōfu no Henshū-sha) 3. "Não Posso me Segurar" (がまんできない, Gamandekinai) 4. Brincando com o Editor-chefe' (編集長とあそぼう, Henshū-chō to Asobō) - Extra. "Bem-vindo à Casa da Sena" (ウェルカムトゥせなハウス, Uerukamu tu Sena Hausu) 1. "Nova Verdade" (新事実, Shin Jijitsu) 2. "Apoio!" (応援します！, Ōen shimasu!) 3. "Nos Ensine Aito-sensei" (教えて愛徒先生, Oshiete Aito-sensei) 4. "Estudando em um Encontro Primeira Parte" (デートでお勉強 前編, Dēto de Obenkyō Zenpen) 5. "Estudando em um Encontro Segunda Parte" (デートでお勉強 後編, Dēto de Obenkyō Kōhen) 6. "Convite da No.1" (No.1からのお誘い, No.1 kara no Osasoi) 7. "Aquele que não olha para o Grande Eu" (オレ様を見てくれないあいつ, Ore-sama wo Mitekurenai Aitsu) 8. "Proteja o Fofo" (かわいいを守ろう, Kawaii wo Mamorō) 9. "Aoi-chan é um Garoto" (葵ちゃんは男の子, Aoi-chan wa Otoko no Ko) 10. "Trabalhe Duro, Ashisu-san" (頑張れ足須さん, Ganbare Ashisu-san) 11. "Aito, O Caminho para a Estréia" (愛徒、デビューまでの道のり, Aito, Debyū made no Michinori) - Extra. "Dia de Folga de Todos" (みんなの休日, Min'na no Kyūjitsu) |

| 1. "Não se Sabe até Tentar" (やってみなくちゃわからない, Yatte Minakucha Wakaranai) 2. "Referindo-se a Alguém Familiar" (身近な人を参考に, Mijikana Hito wo Sankō ni) 3. "Eu Fiquei Bêbada" (私酔っちゃった, Watashi Yocchatta) 4. "Banho com Aoi-chan" (葵ちゃんとお風呂, Aoi-chan to Ofuro) 5. "Trema para Minha Gratidão" (オレ様の凄さに震えよ, Ore-sama no Sugosa ni Furue yo) 6. "Parecendo Melhor!" (もっとカッコよく！, Motto Kakko yoku!) 7. "Checagem do Editor-chefe" (編集長チェック, Henshū-chō Chekku) 8. "Gripe solitário" (風邪さみしい, Kaze Samishii) - Extra. "Um dia no Departamento Editorial da Gongon" (ゴンゴン編集部の1日, Gongon no Henshū-bu no Ichinichi) 1. "Não me dê sua Mão" (手を出すな, Te wo Dasu na) 2. "Jogando com Todas" (みんなでゲーム, Min'na de Gēmu) 3. "Carregando a Super Assistente nos Ombros" (スーパーアシスタントをおんぶ, Sūpā Ashisutanto wo Onbu) 4. "Super Assistente Chateada" (スーパーアシスタントを動揺, Sūpā Ashisutanto wo Dōyō) 5. "Mihari 24 horas" (24時間みはります, 24 Jikan Miharimasu) 6. "Festa de Natal Cheia de Homens" (男だらけのクリスマスパーティー, Otoko-darake no Kurisumasu Pātii) 7. "Hatsumode com Todas" (みんなで初詣, Min'na de Hatsumōde) 8. "Ashisu-san em Casa" (足須さん実家にて, Ashisu-san Jikka nite) 9. "Um dia de Aito Yūki" (愛徒勇気の1日, Aito Yūki no Ichinichi) |